# Tampere Cup

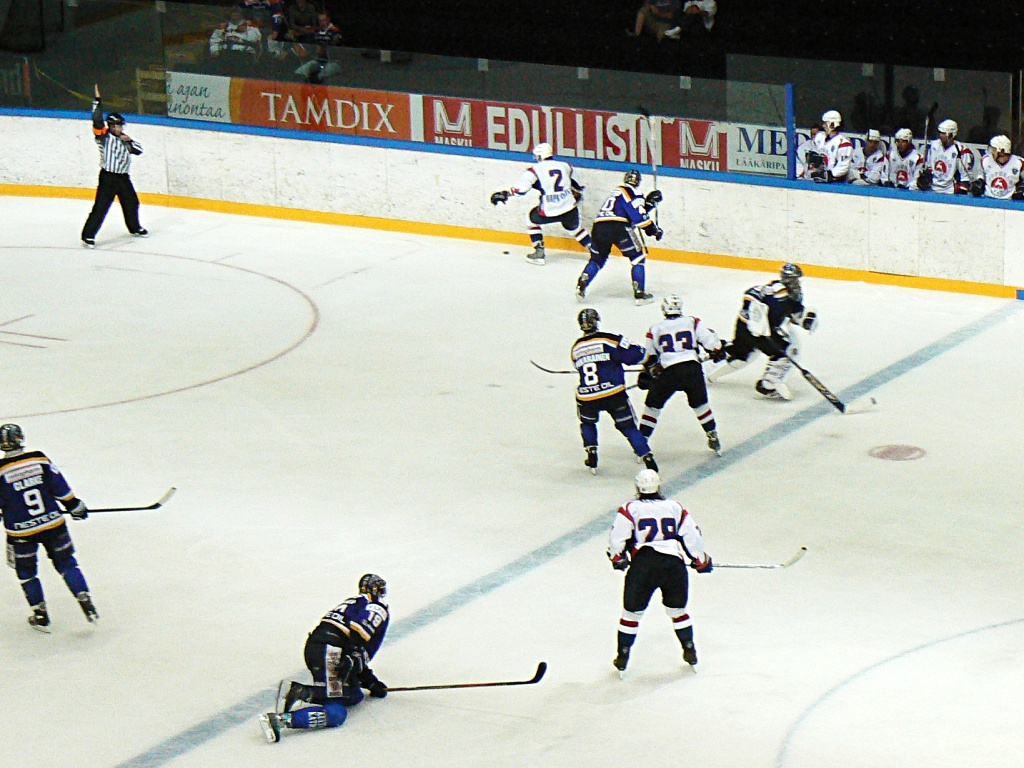
Espoo Blues a Torpedo Nižnij Novgorod v roce 2007

Tampere Cup je každoroční turnaj v ledním hokeji, který se pořádá ve finském městě Tampere. Turnaj hostí dva zdejší týmy, Tappara a Ilves.
Nejúspěšnějším týmem je jeden z hostitelů turnaje Tappara, tým získal čtyři tituly. Trojnásobným vítězem turnaje je ruský tým Metallurg Magnitogorsk. Dvojnásobnými vítězi jsou pak týmy Djurgården, Dynamo Moskva, Espoo Blues a HIFK.
Turnaj zažil pětiletou pauzu mezi lety 2009 až 2014. Od té doby se turnaje účastní čtyři finské týmy. Semifinálové zápasy se obvykle odehrávají v pátek a finále v sobotu.

## Vítězové
| Rok                                        | První místo                    | Druhé místo                    | Třetí místo                    |
| ------------------------------------------ | ------------------------------ | ------------------------------ | ------------------------------ |
| 1989                                       | Sokol Kyjev                    | Tappara                        | Ilves                          |
| 1990                                       | Djurgårdens IF                 | Luleå HF                       | Křídla Sovětů Moskva           |
| 1991                                       | HK Dynamo Moskva               | Americká hokejová reprezentace | Kanadská hokejová reprezentace |
| 1992                                       | HK Dynamo Moskva               | Luleå HF                       | Frölunda HC                    |
| 1993                                       | Americká hokejová reprezentace | Luleå HF                       | Ilves                          |
| 1994                                       | HIFK                           | Tappara                        | Frölunda HC                    |
| 1995                                       | Luleå HF                       | Americká hokejová reprezentace | HC CSKA Moskva                 |
| 1996                                       | Tappara                        | Kölner Haie                    | HC Petra Vsetín                |
| 1997                                       | Turun Palloseura               | Kölner Haie                    | Tappara                        |
| 1998                                       | HV71                           | HC Davos                       | Jokerit                        |
| 1999                                       | Tappara                        | Ilves                          | HIFK                           |
| 2000                                       | Djurgårdens IF                 | HC Košice                      | EHC Kloten                     |
| 2001                                       | Espoo Blues                    | HC Košice                      | Tappara                        |
| 2002                                       | Neftěchimik Nižněkamsk         | Tappara                        | HV71                           |
| 2003                                       | Oulun Kärpät                   | Ilves                          | HV71                           |
| 2004                                       | ZSC Lions                      | Oulun Kärpät                   | Linköpings HC                  |
| 2005                                       | Metallurg Magnitogorsk         | Espoo Blues                    | ZSC Lions                      |
| 2006                                       | Metallurg Magnitogorsk         | Tappara                        | Brynäs                         |
| 2007                                       | Espoo Blues                    | Metallurg Magnitogorsk         | Tappara                        |
| 2008                                       | Metallurg Magnitogorsk         | Ilves                          | Espoo Blues                    |
| Turnajová přestávka mezi lety 2009 až 2014 |                                |                                |                                |
| 2015                                       | HIFK                           | Ilves                          | Tappara                        |
| 2016                                       | Tappara                        | Turun Palloseura               | Ilves                          |
| 2017                                       | Tappara                        | HIFK                           | Ilves                          |
| 2018                                       | Tappara                        | HIFK                           | Ilves                          |
| 2019                                       | Ilves                          | HIFK                           | Tappara                        |
| 2020                                       | Lukko                          | Tappara                        | Ilves                          |
| 2021                                       | KooKoo                         | Tappara                        | HPK                            |
| 2022                                       | Tappara                        | HPK                            | Ilves                          |
| 2023                                       | Timrå IK                       | Ilves                          | Tappara                        |